# Luis Caffarelli
Luis Ángel Caffarelli (Buenos Aires, 8 de diciembre de 1948) es un matemático argentino, con doble ciudadanía, nacionalizado y radicado en Estados Unidos. Líder en el campo de ecuaciones diferenciales en derivadas parciales y sus aplicaciones. 
En 2023 la Academia Noruega de Ciencias le concedió el premio Abel. 

## Biografía
Caffarelli fue alumno del Colegio Nacional de Buenos Aires y a los veinte años ya era licenciado en Matemática por la Facultad de Ciencias Exactas y Naturales de la Universidad de Buenos Aires. Al mismo tiempo había cursado casi la mitad de las materias de la carrera de Física, pero finalmente se decidió por la Matemática y se doctoró en 1972. 
Inmediatamente después viajó a los Estados Unidos para realizar estudios de posgrado en Minnesota. Actualmente ocupa la Cátedra Sid Richardson en la Universidad de Texas en Austin e investigador correspondiente del CONICET. También ha sido profesor en la Universidad de Minnesota, la Universidad de Chicago, y el Instituto Courant de Ciencias Matemáticas en la Universidad de Nueva York. Entre 1986 y 1996 fue miembro permanente del IAS, Instituto de Estudios Avanzados, de Princeton. 
Es el principal experto mundial en problemas de frontera libre para ecuaciones diferenciales en derivadas parciales no lineales. También es famoso por sus contribuciones a la ecuación Monge-Ampere y más en general 
ecuaciones completamente no lineales. Recientemente se ha interesado por los problemas de homogeneización.

## Áreas de trabajo
Su obra científica se ha desarrollado en el terreno de la matemática pura en temas que tienen gran interés para las aplicaciones. En sus primeros años, investigó sobre temas como las propiedades de las soluciones de las ecuaciones diferenciales no lineales, sobre el cálculo de variaciones (problema de obstáculo) y también sobre la teoría matemática de los fluidos (ecuación de Navier-Stokes, ecuaciones de filtración en medios porosos). Algunos de sus trabajos apuntan a la optimización del funcionamiento de las redes de computación, así como al análisis meteorológico mediante modelos matemáticos.

## Distinciones científicas
A lo largo de su carrera fue nombrado miembro visitante de institutos y universidades de Australia, Italia y Alemania y dictó conferencias y coloquios en el Instituto Tecnológico de Massachusetts (MIT), en Berkeley, en Stanford, en la Universidad de Nueva York y en la Universidad de Bonn entre otros lugares. Además, anualmente dicta cursos y seminarios en la Universidad de Buenos Aires, donde es Profesor Honorario.
En 1991 fue elegido para la Academia Nacional de Ciencias de Estados Unidos, ha sido premiado Doctor Honoris Causa por l'École Normale Supérieure de París; la Universidad Autónoma de Madrid, y la Universidad Nacional de La Plata, Argentina. Ha recibido el Premio Bôcher en 1984. En 1997 fue presidente de las Olimpiadas Matemáticas Internacionales realizadas en Mar del Plata. En 2003 recibió el Premio Konex de Brillante al mejor científico de la década en Argentina, junto a Mirta Roses Periago.
En 2005, recibió el prestigioso Premio Schock en la Real Academia de las Ciencias de Suecia "por sus importantes contribuciones a la teoría de ecuaciones en derivadas parciales no lineales" y es uno de los pocos científicos de su país miembro de la Academia Pontificia de las Ciencias. Desde entonces, Luis Caffarelli ostenta el título de "Excelencia" y disfruta de un honor al que sólo otros dos grandes científicos argentinos, como Bernardo Houssay y Luis Federico Leloir, habían logrado. Entre otras distinciones recibió del Papa Juan Pablo II, en 1988, la Medalla de Oro de Pío XI, instituida en honor de este pontífice por su labor en favor de la Academia Pontificia de las Ciencias.
En 2012 recibió el Premio Wolf por sus trabajos sobre la regularidad de las ecuaciones elípticas y parabólicas, los problemas de fronteras libres y la mecánica de fluidos.
En 2015 la Real Academia de Ciencias decidió nombrar Académico Correspondiente Numerario al profesor Caffarelli. El acto de toma de posesión tuvo lugar el pasa 3 de junio de ese año, en la sede de la Academia donde el nuevo Académico impartió la conferencia Difusiones no lineales, uno de los temas por los que es mundialmente conocido.
En 2023 la Academia Noruega de Ciencias le concedió el prestigioso Premio Abel «por sus contribuciones seminales a la teoría de la regularidad para equaciones diferenciales parciales no lineales, que incluyen problemas de frontera libre y la ecuación Monge-Ampère» y se convirtió en el primer latinoamericano en recibir esta distinción.